# Charles Maclean
Charles Maclean, baron Maclean et 27e chef du clan Maclean, est né le 5 mai 1916 et mort le 8 février 1990 au château de Hampton Court. Lord-chambellan de la reine Élisabeth II et membre de la Chambre des lords (1971-1984), c'est une personnalité politique et militaire britannique, qui a par ailleurs dirigé le mouvement scout du Royaume-Uni (1959-1971) et celui du Commonwealth (1971-1975).